# 神姫バス西神営業所
神姫バス西神営業所（しんきバス せいしんえいぎょうしょ）は、神戸市西区狩場台に位置する神姫バスの営業所。営業所の略号は「西」。
主に神戸市西区や明石市、ポートアイランド島内線を管轄する。

## 概要
地下鉄西神・山手線のターミナル駅である西神中央駅を基点に神戸市西区内（主に押部谷町方面）を回る路線を初め、明石営業所と共同で明石駅発着の路線も多く担当している（路線図も明石営業所と同・大久保出張所で共通）。2020年4月より、ポートアイランド島内線の一部を担当。
運行開始当初から、系統番号も明石営業所と通しで、60番台までが明石駅、70・80番台が西神中央駅、90番台が西明石駅発着の路線と分けられていた。しかし、明石営業所が明石市営バス（2012年3月16日に運行廃止）や神戸市バスから路線を譲り受けたことにより系統数が増え、現在は複数エリアの路線や明石・西神中央各駅の双方に発着する路線が混在するなど、やや曖昧になっている。
西神中央駅発着の系統番号は、2017年10月現在以下のように分けられている。
- 10から40番台 - 明石駅・大久保駅方面（17・20系統のみ例外）
- 70番台 - 高和・押部谷（栄）方面
- 80番台 - 三木市方面
- 90番台 - 西明石駅方面

## 所管路線
西神中央駅でののりばは、17系統は8番、20・20A系統は11番、その他は10番である。2003年以前は、83系統の 西神中央駅 - 母里- 水足- 加古川駅線も担当していた。
17系統
- 西神中央駅 - 寺谷 - 神戸複産団地東 - 木津駅前 - 産団協前
  - 西神中央駅と神戸複合産業団地・木津駅を結ぶ路線。2017年に新設された。
  - 平日朝5本（うち2本は神戸複産団地東先行循環）、平日昼夕方7本（4本は産団協前先行循環、3本は産団協前始発）運行。

20・20A系統
- 西神中央駅 - 農業公園 - 桜ヶ丘 - 栄駅前 - 押部谷（栄）
  - 西神中央駅と桜ヶ丘・秋葉台を結ぶ路線。1994年に新設された。
  - 当初は神戸市バス・神姫ゾーンバスとの共同運行であったが、前者は2005年3月末に撤退した。
  - 日中の本数は毎時2本程度で、大半は神姫ゾーンバスが担当する。当営業所が担当するのは朝晩が主体。
  - 神姫ゾーンバス担当便のほとんどは栄駅前から美穂が丘・月が丘を巡回してから、押部谷（栄）に行く。この便は「20A系統」と名乗っている。
  - なお、明石営業所にも同じ「20系統」を名乗る路線（王子線）があるが、経由地は全く重ならない。

24系統
- 西神中央駅前 - 西神工業会館 - 狩場台5丁目 - 西神戸医療センター - 西神中央駅
  - 2018年4月より神戸市バスとの共同運行を開始。循環路線であるが、日中はすべて狩場台5丁目 - 西神戸医療センター - 西神中央駅の区間便のみの運行となっており、西神中央 - 西神工業会館 - 高塚台4丁目間は狩場台方面が6時 - 8時(平日ダイヤは9時)、西神中央方面が17時以降のみの運行となっている。

29系統
- 明石駅  (6番のりば・降車は南西口) - 西新町1丁目 - こどもセンター - 玉津曙 - 王塚台 - 出合中野住宅 - 印路
- 中野1丁目北→出合中野公園→王塚台→玉津曙→こどもセンター→西新町1丁目→明石駅
- 中津→中村→環境西事業所前→平野小学校前
- 平野小学校前→黒田→堅田南→平野小学校前
- 平野小学校前→堅田南→黒田→印路→出合中野住宅→王塚台→玉津曙→こどもセンター→西新町1丁目→明石駅
  - 明石駅から、明石川の右岸を通って西神中央駅へ向かう路線。明石駅発着ながら数少ない西神営業所の単独運行路線となっている。
  - かつては印路から黒田・堅田経由で西神中央駅まで運行されていたが、2021年4月改正で西神中央駅発が、2021年8月改正で明石駅発が休止されたため現在は明石駅 - 印路間の運行のみとなっている。
  - 中央こどもセンターを経由しているのは、旧24・44系統が、西新町一丁目から堅田橋までほぼまっすぐ明石川右岸沿いの道路を走る路線だった名残である。
  - 長らく専用の中型車が使用されていたが、2015年11月のダイヤ改正より大型車での運行となり、同時に印路～西戸田局前間の経路変更によって「福地橋」「印路東口」の停留所が廃止になった。

38系統
- 神戸駅 - 白川台 - 押部谷(栄)
  - 押部谷（栄）まで乗り入れるのは、午前中の1往復のみで、それ以外は神戸駅～白川台の運行となる。以前はワンロマ車が使われていたが、排ガス規制の関係や経年劣化もあり、2010年頃からワンステップバスに変更された。ながらく系統番号は付与されていなかったが、2015年より38系統となった。
  - 2020年4月1日より西神営業所が担当となった。（それまでは三木営業所が担当）

70系統
- 西神中央駅→西神工業会館前→高和→押部谷駅前→押部谷中学校下→押部谷（栄）
  - 西神中央駅と押部谷町を結ぶ路線。73系統と違って、月が丘を経由しない。西神工業団地の中央部を縦貫する。
  - 現在は西神中央駅発の一方向、朝のみの運行である。三木営業所との共同運行。

73系統
- 西神中央駅 - 西神工業会館前 - 高和 - 押部谷駅前 - 美穂が丘1丁目 - 栄駅西 - 押部谷（栄）
  - 西神中央駅と押部谷町・美穂が丘団地を結ぶ路線。西神工業団地の中央部を縦貫する。
  - 本数は毎時1本前後で、74・76系統と合わせてほぼ30分間隔（毎時2本）となり、80系統も合わせるとほぼ15分間隔（毎時4本）で運行する。三木営業所との共同運行。2014年7月1日より神姫ゾーンバスとの共同運行が追加された。

74系統
- 西神中央駅 - 食品団地前 - 高和 - 押部谷駅前 - 押部谷中学校下 - 押部谷（栄）
  - 73系統と同様に押部谷町・美穂が丘団地を結ぶ路線で、西神工業団地の北端を通る。
  - 本数は1日5往復（土曜日の押部谷行は4本）。三木営業所との共同運行。2017年10月1日より神姫ゾーンバスとの共同運行が追加された。

76系統
- 西神中央駅 - 養田 - 高和 - 押部谷駅前 - 美穂が丘1丁目 - 栄駅西 - 押部谷
  - 73系統と同様に押部谷町・美穂が丘団地を結ぶ路線で、養田を経由する。2004年の4月に新設された。
  - 元々養田地区には三木営業所による82系統（西神中央 - 養田 - 三木）や、明石と当営業所による35系統（明石 - 押部谷）が通っていたが、長大路線である35系統が日中に設定されなくなり、82系統も日中のみ和田経由に変更されたため、その穴を埋める形で73 - 75系統の一部の経由地を変更して新設された。
  - 上記の事情により日中のみの運行で、日中以外は35系統・82系統が代替する。本数は1日3往復。三木営業所との共同運行。2017年10月1日より神姫ゾーンバスとの共同運行が追加された。

### 休止中
71系統
- 西神中央駅 - 食品団地前 - 高和 - 押部谷駅前 - 押部谷中学校下 - 押部谷（栄）
  - 74系統から美穂が丘を経由しない設定とした系統。

72系統
- 西神中央駅 - 農業公園 - 高和 - 押部谷駅前 - 押部谷中学校下 - 押部谷（栄）
  - 75系統から美穂が丘を経由しない設定とした系統。

75系統
- 西神中央駅 - 農業公園 - 高和 - 押部谷駅前 - 押部谷中学校下 - 押部谷（栄）
  - 72系統から美穂が丘を経由する設定とした系統。

## 車両
大型路線車のみ配置されており、2023年3月現在55台在籍。基本的に運行路線とは区別なく使用されるが、市バスと共用の24系統は磁気券対応車の限定運用であるほか、神戸電鉄粟生線の押部谷中学校前踏切を通過する73・74・76系統にはバックカメラ付きの車両が優先的に使用される。
三菱ふそう車はワンステップ車が主体で、純正車体ワンステップ車が19台、純正車体ノンステップ車が14台、西工車体ノンステップ車が2台の計34台。ノンステップ車2台は予備車。
日野車は全て純正車体で、姫路地区から転入したワンステップ車が10台、ノンステップ車が2台の計12台。ワンステップ車3台は予備車。
いすゞ車はノンステップ車が8台在籍。